# Апаницы
Апаницы — деревня в Валдайском районе Новгородской области России. Входит в состав Яжелбицкого сельского поселения.

## География
Деревня находится в юго-восточной части Новгородской области, в зоне хвойно-широколиственных лесов, на правом берегу реки Поломети, к западу от автодороги 49Н-0327, на расстоянии примерно 17 километров (по прямой) к юго-западу от города Валдай, административного центра района. Абсолютная высота — 187 метров над уровнем моря.

### Часовой пояс
Деревня Апаницы, как и вся Новгородская область, находится в часовой зоне МСК (московское время). Смещение применяемого времени относительно UTC составляет +3:00.

## Население
| 2010 |
| ---- |
| 0    |